# TAI/AgustaWestland T129 ATAK
O TAI/AgustaWestland T129 ATAK é um helicóptero de ataque bimotor baseado na plataforma Agusta A129 Mangusta. O T129 foi desenvolvido pela Turkish Aerospace Industries (TAI) em parceria com a Leonardo (AgustaWestland). O helicóptero é projetado para reconhecimento armado e missões de ataque em ambientes quentes e altos e geografia acidentada em condições diurnas e noturnas.
O programa ATAK foi iniciado para atender aos requisitos das Forças Armadas da Turquia para um reconhecimento tático armado e um helicóptero de ataque. O T129 é o resultado da integração de aviônicos desenvolvidos na Turquia, modificações na fuselagem e sistemas de armas na fuselagem do AgustaWestland A129, com motores atualizados, transmissão e pás do rotor. Está em uso pelo Exército Turco e outros serviços, incluindo a Gendarmaria Turca. O helicóptero tem um custo unitário de aproximadamente US$ 50 milhões.

## Desenvolvimento

### Origens
O programa ATAK foi iniciado para atender aos requisitos das Forças Armadas turcas para um helicóptero de ataque e reconhecimento tático. A Turquia anunciou em 30 de março de 2007 que decidiu negociar com a AgustaWestland para co-desenvolver e produzir 51 (com 40 opções) helicópteros de ataque baseados no Agusta A129 Mangusta. Ele será montado na Turquia pela Turkish Aerospace Industries (TAI) como o T129. Em 7 de setembro de 2007, um contrato de US$ 1,2 bilhão foi assinado.
Em 22 de junho de 2008, o acordo entre a TAI e a AgustaWestland entrou formalmente em vigor. Sob o acordo, a TAI desenvolveria um computador de missão local, aviônicos, sistemas de armas, suítes de autoproteção e sistemas de sinalização para montagem em capacetes. A Tusaş Engine Industries (TEI) fabricaria os motores LHTEC CTS800-4N sob licença. Sob o acordo, a Turquia tem plenos direitos de marketing e propriedade intelectual para a plataforma T129. A Turquia também pode exportar a plataforma para países terceiros, excluindo Itália e Reino Unido. No entanto, o LHTEC CTS800-4N do T129 dá aos Estados Unidos um veto sobre quaisquer vendas de exportação em potencial e, portanto, a Turquia desenvolveu seu próprio motor TEI TS1400. Cerca de 95% das peças iniciais da produção em série T129 são fabricadas na Turquia.

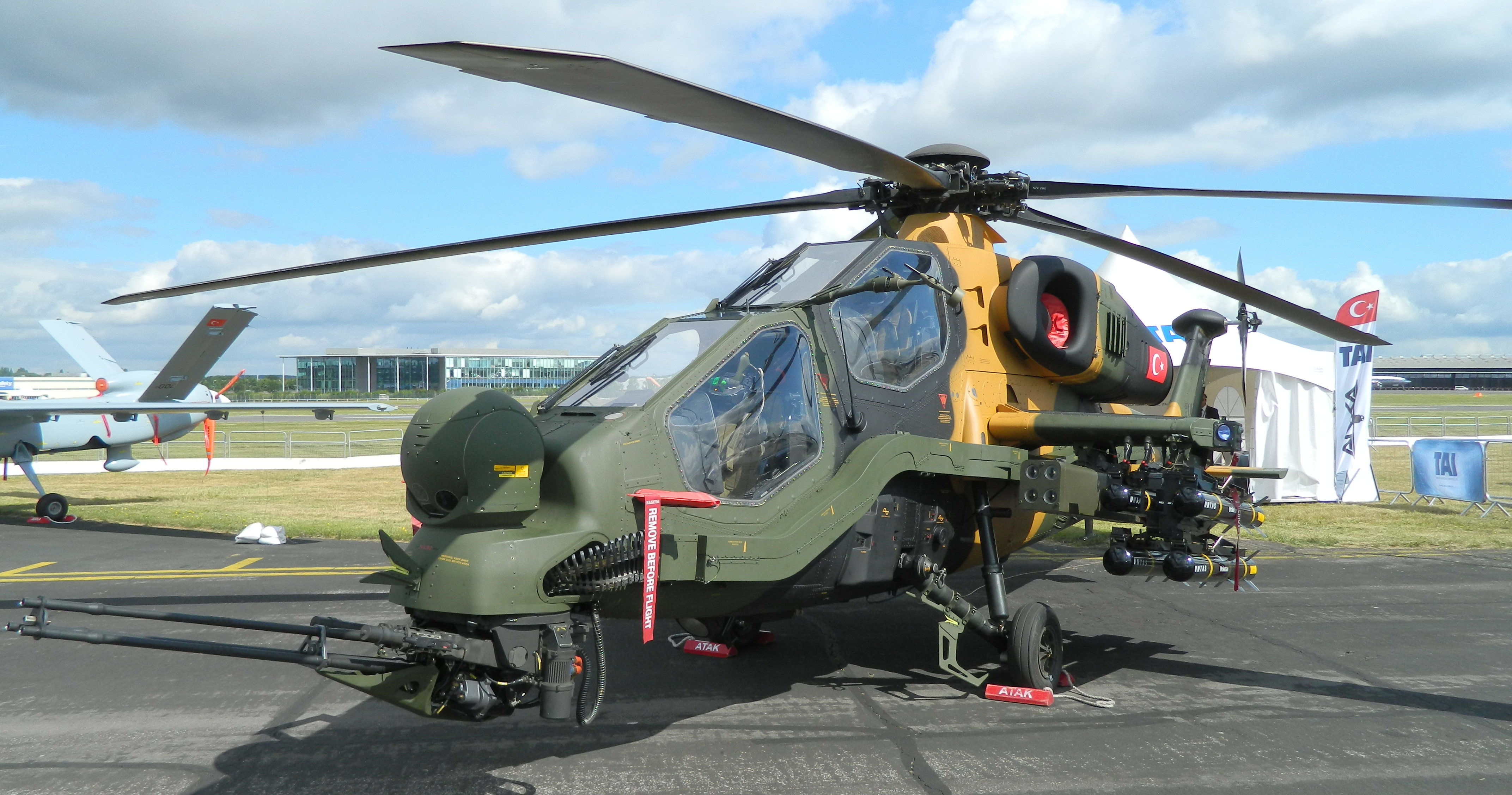
Um T129 no Show Aéreo Internacional de Farnborough de 2018

Em 16 de julho de 2007, o Conselho de Pesquisa Científica e Tecnológica da Turquia (TUBITAK), Meteksan Savunma Sanayii AŞ e a Universidade de Bilkent formaram um consórcio para desenvolver um radar avançado de ondas milimétricas (MILDAR), semelhante aos radares Longbow e IAI/ELTA, destinado para entrar em serviço em 2009. O desenvolvimento do MILDAR foi concluído com sucesso em fevereiro de 2012.
Em 2007, foi relatado que um helicóptero será mantido pelo Ministério da Defesa turco e usado como teste para o desenvolvimento de sistemas. Os 50 helicópteros restantes serão entregues ao Exército Turco. Outros 40 helicópteros T129 opcionais serão produzidos, se necessário. Esses 50 T129s devem ser designados T129B. Em novembro de 2010, a Turquia encomendou nove helicópteros T129 adicionais para aumentar seu total encomendado para 60. Esses T129s eram para um requisito operacional urgente do Exército turco e foram construídos pela TAI para entrega em 2012, um ano antes da entrega dos 51 pedidos. Esses T129s são designados T129A, sem mísseis antitanque avançados. Como resultado de atrasos, o T129A entrou em serviço em 2014.

### Testes de voo
Em 28 de setembro de 2009, o voo inaugural do T129 ocorreu quando o protótipo P1 voou nas instalações da AgustaWestland em Vergiate, Itália. Em 19 de março de 2010, o primeiro protótipo T129 (P1) conduziu testes de pairar em alta altitude perto de Verbania, Itália, após a conclusão de vários voos de teste bem-sucedidos. Durante o teste de pairar, o T129 P1 perdeu seu rotor de cauda a 15 mil pés. O piloto de teste Cassioli recuperou o controle suficiente para se afastar da área residencial antes de cair e a tripulação escapou sem ferimentos graves. Em 17 de agosto de 2011, a TAI anunciou o primeiro voo bem-sucedido do protótipo T129 "P6", o primeiro de três protótipos a serem montados na Turquia.
Em 2013, relatos da mídia afirmaram que o primeiro lote de helicópteros entregue ao Exército turco para testes não atendia aos requisitos do contrato, especificamente em termos de "vibração, equilíbrio e peso". O T129 era pesado no nariz; para resolver isso, 137 kg foram adicionados à cauda, fazendo com que o peso total excedesse o requisito especificado. O peso maior pode diminuir o teto de serviço do T129, o que é prejudicial para operar em condições quentes e altas, como as encontradas no sudeste da Anatólia. A Subsecretaria de Indústrias de Defesa ajustará o contrato de acordo. Os especialistas esperam reduções de peso à medida que o desenvolvimento continua.
Em 22 de abril de 2014, a TAI entregou formalmente o primeiro T129 ATAK de produção em série às Forças Terrestres Turcas. O total de nove helicópteros T129 ATAK do primeiro lote foi entregue às Forças Terrestres Turcas após a conclusão dos testes de qualificação.
A HAVELSAN desenvolveu um simulador para o T129 e apresentou na Feira Internacional da Indústria de Defesa Aérea (IDEF) 2017.

## Projeto
O T129 ATAK é otimizado para "condições quentes e altas", requisitos de desempenho contra condições geográficas e ambientais desafiadoras em operações diurnas e noturnas. Ele tem várias melhorias importantes em relação ao A129 original, de acordo com os requisitos do exército turco.
O helicóptero está equipado com o sistema de controle integrado Hunter Kaska especialmente projetado para o helicóptero. O sistema permite a orientação automática da detecção de alvos e sistemas de armas para a linha de visão do piloto com alta precisão de rastreamento. O helicóptero também está equipado com um sistema FLIR eletro-óptico dedicado ASELFLIR-300T para missões multiuso fabricado pela empresa turca Aselsan.
O helicóptero também está equipado com sistemas avançados de guerra eletrônica e contramedidas que aumentam as capacidades de sobrevivência em situações de combate. Esses sistemas incluem um receptor de alerta de radar (RIAS), misturador de frequência de radar (RFKS) e um receptor de laser (LIAS), além de um sistema automático de disparo de contramedidas (KTAS).
O ATAK pode ser usado nas funções de reconhecimento armado, ataque ao solo, escolta, assimétrica, apoio de fogo e antiaérea de curto alcance. O T129 ATAK é equipado com um canhão rotativo de três canos de 20 mm em uma torre de nariz com 500 cartuchos de munição. Ele também pode ser equipado com até 8 mísseis antitanque UMTAS de 160 mm de longo alcance, 76 foguetes não guiados de 70 mm para apoio aéreo aproximado, 16 mísseis CIRIT de 70 mm e 8 mísseis ar-ar de curto alcance Stinger lançados do ar.
As características do helicóptero também incluem alta manobrabilidade, baixa visibilidade, silhueta sonora e de radar, alta resistência a impactos e tolerância balística.

## Histórico operacional

### Turquia
Em maio de 2014, o exército turco introduziu formalmente os primeiros nove T129s em serviço; esses helicópteros iniciais eram para uma variante intermediária do modelo EDH A menos avançada, destinada a substituir alguns dos AH-1s antigos em uso antes da introdução da variante T129B mais capaz ao serviço. Em 25 de abril de 2015, um par de T129s foi usado em combate pela primeira vez em uma operação antiterrorista na província de Siirt, na Turquia. A entrega dos T129s padrão EDH finais ocorreu em 31 de julho de 2015.
Em 10 de fevereiro de 2018, durante a operação militar turca em Afrin, um T129 do exército turco foi abatido por fogo antiaéreo curdo YPG no distrito de Kırıkhan, na província de Hatay. Posteriormente, foi confirmado pelas Forças Armadas turcas e pelo presidente Erdoğan.

### Filipinas
Quando a Força Aérea das Filipinas (PAF) reavaliou suas capacidades e desempenho após a batalha de Marawi em 2017 contra terroristas inspirados pelo ISIS, descobriu que o MD-520MG Defender e os mais novos helicópteros armados AW-109E Power não tinham poder de fogo suficiente. Em 2017, o governo filipino recebeu a confirmação do governo jordaniano de que forneceria dois helicópteros de ataque Bell AH-1S Cobra usados, com opções para mais, sujeito à decisão do governo jordaniano.

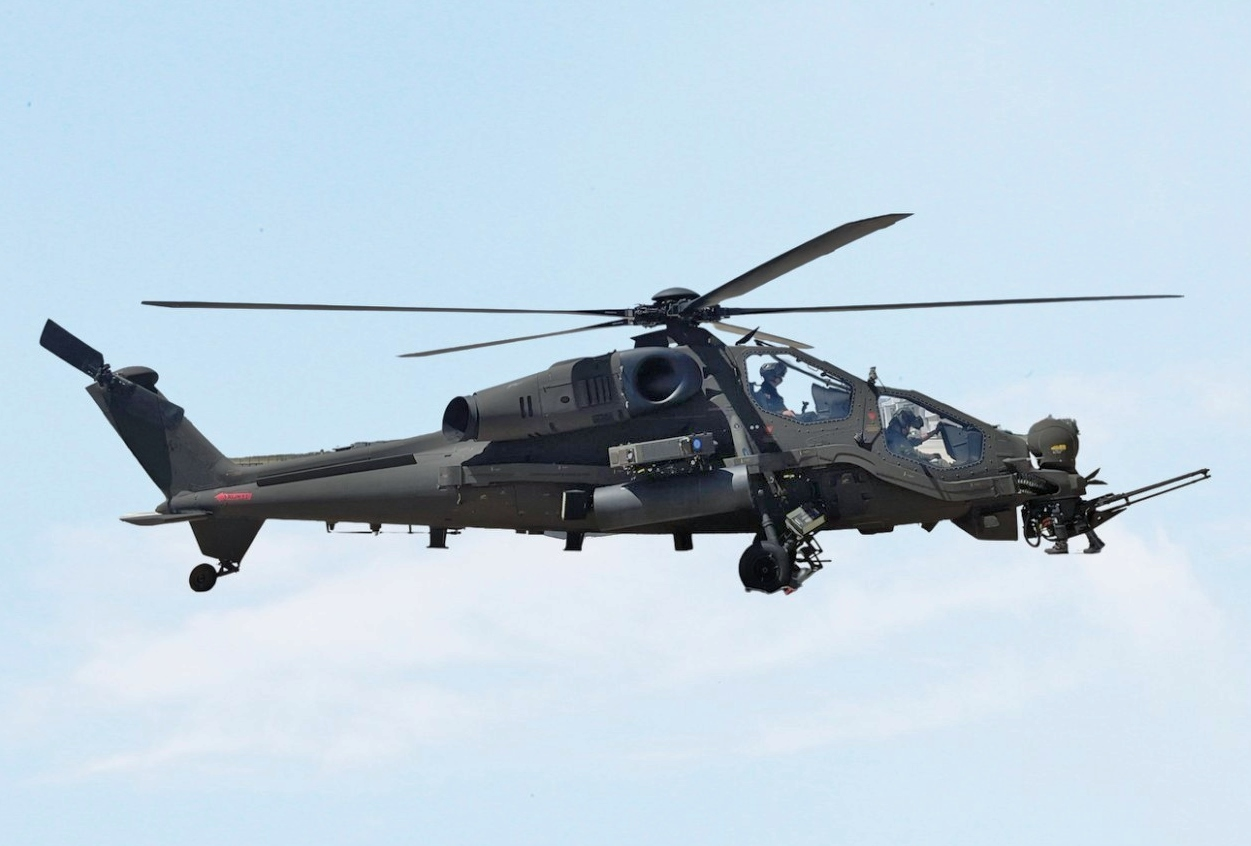
Um T129 pertencente ao Exército das Filipinas

Em vez de adquirir mais helicópteros armados leves, a PAF agora está interessada em helicópteros de ataque construídos para esse fim, mesmo que adquiridos em quantidades menores. No final, o Grupo de Trabalho Técnico (TWG) da PAF selecionou o TAI T129 ATAK devido ao seu preço mais baixo do que seus concorrentes americanos em 2018. O atraso foi devido a sanções no fornecimento dos motores LHTEC T800-4A, que acabou sendo resolvido quando os EUA aprovaram os helicópteros para exportação. A TAI conseguiu oferecer seis T129s para o orçamento aprovado.
O Departamento de Defesa Nacional assinou um contrato para a aquisição de seis helicópteros T129B da TAI por ₱ 13,7 bilhões por meio de um acordo de governo a governo com o Ministério da Defesa da Turquia em 2021.
Em dezembro de 2022, um total de quatro unidades de seis helicópteros de ataque T129B encomendados e suas peças sobressalentes e itens de suporte logístico foram aceitos pela Força Aérea das Filipinas. Espera-se que o último lote de mais dois helicópteros seja concluído e entregue até 2023. Esses T129Bs devem ser implantados na 15ª Ala de Ataque Filipina.

### Operadores potenciais

#### Brasil
Em setembro de 2018, o Brasil demonstrou interesse em adquirir o T129 com oficiais do exército em visita à Turquia. Em março de 2019, dez pilotos da Aviação do Exército Brasileiro receberam certificados pela realização de voos de teste do T129 na Base de Aviação de Taubaté.

## Operadores
Filipinas
- Força Aérea das Filipinas: Quatro aeronaves operacionais e duas a serem entregues em 2023.[57]

 Nigéria
- Quantidade desconhecida encomendada.[58]

 Turquia
- Exército da Turquia: 58 operacionais, com mais 35 opções de compra.[59][60][61][58]
- Gendarmaria: 10 operacionais de 24 pedidos.[60][61]
- Polícia da Turquia: 9 unidades operacionais para o Departamento de Aviação.[62][63]

## Especificações
Informações cedidas pela Turkish Aerospace Industries

### Características gerais
Tripulação: 2 pessoas
Comprimento: 14,54 metros (47 pés)
Altura: 3,4 metros (11 pés)
Peso máximo de decolagem: 5,056 kg
Motor: 2 x LHTEC CST800-4A, 1014 kW cada

### Performance
Velocidade máxima: 281 km/h (175 nós) ("velocidade máxima de cruzeiro)
Alcance: 547 km (334 milhas, 540 milhas náuticas)
Autonomia: 3 horas
Teto operacional: 4,5 mil metros (15 mil pés)

### De tradução
- Este artigo foi inicialmente traduzido, total ou parcialmente, do artigo da Wikipédia em inglês cujo título é «TAI/AgustaWestland T129 ATAK».